# Sint-Martinuskerk (Gors-Opleeuw)

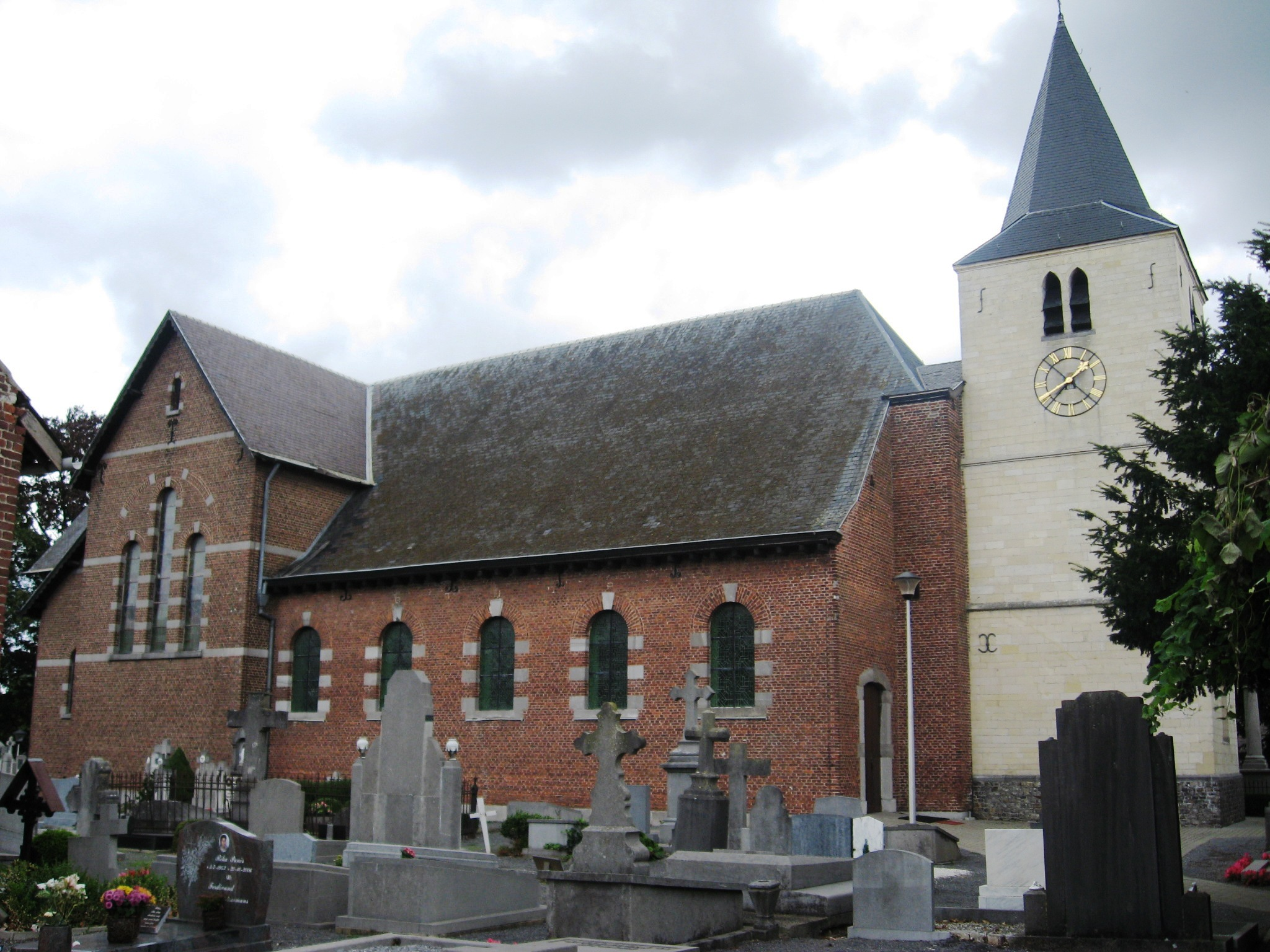
Sint-Martinuskerk

De Sint-Martinuskerk is de parochiekerk van Gors-Opleeuw, gelegen aan de Martinusstraat.
De parochie van Gors-Opleeuw is al oud. Tot de 13e eeuw behoorde ook Kerniel tot deze parochie, en verder omvatte ze Rullekoven, Eggertingen, Grimmertingen en Zammelen. In 1034 kwam het patronaatsrecht aan de Sint-Laurentiusabdij te Luik. Van de oudste kerk, vermeld in 1034, werd geen spoor teruggevonden.

## Gebouw
De toren van de huidige kerk stamt uit begin 15e eeuw. Ze is opgetrokken in mergelsteen en bevindt zich op een sokkel van silex. De toren bestaat uit drie geledingen.
Het bakstenen schip van de kerk stamt uit omstreeks 1775. Het betreft een pseudo-kruisbasiliek. De ontwerper was mogelijk ontworpen door A.M. Sepeult uit Malmedy.
Het koor, in neoclassicistische stijl, werd aangebracht in 1906-1907. Een inscriptie op een gevelsteen luidt: Posuit, Carolus Albertus, Comtes d'Aspremont Lynden, Anno MCMVII.

## Interieur
De kerk bezit een aantal gepolychromeerde houten beelden: Sint-Hubertus als bisschop (circa 1500); Sint-Barbara (2e helft 16e eeuw?); Sint-Joris (2e helft 17e eeuw); Sint-Martinus (2e helft 17e eeuw); Sint-Martinus als bisschop (1e helft 18e eeuw); Sint-Sebastiaan (eerste helft 18e eeuw); Sint-Anna en Maria (eerste helft 18e eeuw); en een processiemadonna (18de eeuw). Er is een schilderij, voorstellende Christus aan het Kruis (1e helft 18e eeuw).
Het hoofdaltaar is een portiekaltaar in gemarmerd hout uit het 3e kwart van de 18e eeuw. Hierboven hangt een schilderij van de Emmaüsgangers, vervaardigd door M. Aubé (1729-1808) en in 1806 aangekocht uit het bezit van Abdij Mariënlof te Kerniel. Ook zijn er enkele 18e-eeuwse meubelen, zoals biechtstoelen, zijaltaren en een bidbank. Het orgel is vervaardigd door Pereboom & Lijser (1860).
Twee ovale muurschilderingen tonen respectievelijk Sint-Martinus en een vrouwelijke heilige, mogelijk Ida van Leeuw.

## Kerkhof
De kerk is omgeven door een kerkhof, waarin zich een aantal 17e-eeuwse grafkruisen bevinden.